# 胸さわぎスカーレット
「胸さわぎスカーレット」（むなさわぎスカーレット）は、Berryz工房の12枚目のシングル。2006年12月6日にアップフロントワークス（PICCOLO TOWNレーベル）から発売された。

## 収録曲
全作詞・作曲：つんく
1. 胸さわぎスカーレット [4:13]
編曲：湯浅公一
2. あいたいけど… [4:47]
編曲：高橋諭一
3. 胸さわぎスカーレット (Instrumental) [4:13]

## 参加ミュージシャン
胸さわぎスカーレット
- プログラミング：湯浅公一
- ギター：朝井泰生
- コーラス：竹内浩明・つんく

あいたいけど…
- プログラミング&ギター&コーラス：高橋諭一
- コーラス：竹内浩明